# اورنج شرقی (نیوجرسی)
اورنج شرقی (به انگلیسی: East Orange) شهری در ایالت نیوجرسی کشور ایالات متحده آمریکا است که جمعیت آن در سرشماری سال ۲۰۱۰ میلادی، ۶۴٬۲۷۰ نفر بوده‌است.